# 玉代克力克乡
玉代克力克乡，是中华人民共和国新疆维吾尔自治区喀什地区伽师县下辖的一个乡镇级行政单位。

## 行政区划
玉代克力克乡下辖以下地区：
塘来恰普提村、安江买里村、库荣村、希依提里日木村、巴扎村、多兰买里斯村、恰依拉村、白什喀帕村、同干麻扎村、乔拉克村、音买里村和英艾热克村。